# Kyabram
Kyabram is een plaats in de Australische deelstaat Victoria en telt 7108 inwoners (2006).